# Aleksey Dyachenko
Aleksey Dyachenko (né le 11 novembre 1978 à Leningrad) est un escrimeur russe, spécialiste du sabre.
C'est le frère d'Ekaterina Dyachenko. Il remporte la médaille de bronze olympique par équipes.